# Anahita lineata
Anahita lineata är en spindelart som beskrevs av Simon 1897. Anahita lineata ingår i släktet Anahita och familjen Ctenidae.
Artens utbredningsområde är Kongo. Inga underarter finns listade i Catalogue of Life.